# Французское завоевание Алжира
Францу́зское завоева́ние Алжи́ра (фр. Conquête de l'Algérie par la France; араб. الغزو الفرنسي للجزائر‎) — военные операции французских войск по покорению территории современного Алжира, проходившие с 1830 по 1847 год.
Провокационные действия Хусейна дея, правителя османского Алжира, по отношению к Франции вылилось в конфликт переросший в блокаду, а затем в полномасштабное вторжение французской армии. В 1830 году французы захватили город Алжир, после чего так же быстро были взяты под контроль другие прибрежные населённые пункты. В результате внутриполитической борьбы во Франции было повторно принято решение сохранить контроль над захваченной территорией. Кроме того, в Алжир  в течение последующих лет неоднократно направлялись дополнительные вооружённые силы, чтобы подавить сопротивление и продвигаться в глубь территории.
Сопротивление французской экспансии оказывали отряды под командованием Ахмед-бея в Константине, в первую очередь на востоке, и националистические силы в Кабилии и на западе страны. Договоры с националистами под командованием Абд аль-Кадира позволили французской армии сначала сосредоточить внимание на ликвидации оставшейся угрозы со стороны проосманских сил в Алжире, уничтоженной в 1837 году после захвата Константины. Аль-Кадир продолжал оказывать упорное сопротивление на западе. В конце концов вынужденный бежать в Марокко в 1842 году ввиду тяжёлых поражений и мощного наступления французских войск, он продолжал вести партизанскую войну, пока правительство Марокко, находясь под сильным французским дипломатическим давлением после поражения страны в Первой франко-марокканской войне, не изгнало его из Марокко. Он сдался французским войскам в 1847 году.

## Предпосылки
Прибрежные и горные районы Алжира контролировались Алжирским эялетом, официально территория Османской империи. Однако эялет слабо контролировался Блистательной Портой, во главе эялета стоял дей, но фактически он осуществлял прямой контроль только в Алжире и в его окрестностях. Эялет был поделён на 3 бейлика (области) чьи административные центры находились в Оране, Медее и Константине. Остальная часть территории (включая большую часть внутренних районов), хотя и номинально контролировалась Алжиром, фактически находилась под контролем местных берберских и арабских вождей, которые обычно действовали как вассалы дея, хотя и не всегда. В северных районах Сахары некоторые квазигосударства-оазисы, такие как султанат Туггурт, находились в вассальной зависимости от дея. На внутренние районы Сахары юридически претендовали только деи, в то время как на самом деле они полностью контролировались племенными конфедерациями и более мелкими квазигосударствами, такими как Кель Ахаггар. Дей поддерживался или в некоторых случаях контролировался турецкими янычарами алжирского оджака, хотя их власть была сильно ограничена после 1817 года. Территория Алжира граничила на западе с султанатом Марокко, а на востоке с бейликом Тунис. Западная граница, проходившая по реке Тафна, фактически никак не контролировалась и её спокойно могли пересекать различные племена.
Алжир был одной из главных баз берберских пиратов и берберских работорговцев, которые нападали на христианские корабли и прибрежные селения на побережье Средиземного моря и Северной Атлантики грабя и уводя население в рабство, что было у берберских пиратов в приоритете чем сам грабёж. Те, у кого была семья или друзья, которые могли бы их выкупить, содержались в плену; самым известным из них был писатель Мигель де Сервантес, который провёл в плену почти 5 лет — с 1575 по 1580 год. Другие просто продавались в рабство. Пленные, принявшие ислам, в основном освобождались, поскольку порабощение мусульман было запрещено; но это означало, что они никогда не могли вернуться в свои родные страны. По оценкам британского историка мистера Дэвиса, только рабовладельцы из Туниса, Алжира и Триполи вывезли в рабство в Северную Африку от 1 млн до 1,25 млн европейцев с начала XVI века до середины XVIII (эти цифры не включают европейцев, которые были порабощены марокканскими и другими пиратами Средиземного моря). Таможенная статистика XVI и XVII веков показывает, что дополнительный импорт рабов из Чёрного моря в Стамбул, возможно, составил около 2,5 миллионов с 1450 по 1700 год. Как и остальная часть Варварийского берега, Алжир жил за счёт торговли белыми рабами или товарами, захваченными в Европе, Америке и странах Африки к югу от Сахары. Европейские державы неоднократно предпринимали карательные экспедиции против Алжира, а США спровоцировали Берберийские войны (1800—1815 годы), чтобы положить конец берберскому пиратству против христианского судоходства.
Вторжение в Алжир началось в последние дни правления короля Франции Карла X. Оно было направлено на то, чтобы окончательно положить конец берберскому пиратству и повысить популярность короля среди французов, особенно в Париже, где проживало много ветеранов наполеоновских войн. Алжирская работорговля и пиратство немедленно прекратились после того, как французы завоевали Алжир.
Конфликты между Францией и алжирскими правителями начались с самого начала реставрации Бурбонов. Ещё с XV века в Алжире начала работу французская торговая компания, платившая дею ежегодную дань в размере 60 тысяч ливров. 29 июня 1827 году дей Алжира Хусейн III потребовал увеличения этой дани до 200 тысяч франков. Французский консул Пьер Деваль оказался достаточно уступчив и согласился с требованиями дея, однако уступчивость консула сподвигла дея увеличить эту сумму в два раза, однако в этот раз французский консул отказался заявив, что сумма чересчур большая, тогда дей начал угрожать, что примет притеснительные для компании меры. Он грозился прекратить монопольную для французов ловлю жемчуга, требовал от французского правительства немедленной уплаты 7 миллионов франков, задолженных алжирским торговым домам за различные поставки для Франции со времён Первой республики и недвусмысленно изъявил намерения изгнать французскую торговую компанию и уничтожить основные её учреждения. Однако французский консул оказался непреклонен и отказался удовлетворять прихоти дея, из-за чего тот, в порыве гнева, нанёс личное оскорбление французскому консулу ударив того своим веером по лицу. Племянник Деваля Александр, консул в Боне, ещё больше разозлил дея, отремонтировав обветшавшие французские склады в Боне и Эль-Кала, устав ждать разрешение дея. В то время как вымогательство денег приписывается в качестве основной причины конфликта, Дэвид Тодд утверждает в книге «Бархатная империя: французский неформальный империализм в девятнадцатом веке», что основной причиной ссоры были попытки французов отремонтировать сильно обветшавший склад в Эль-Кала, упрочнив там своё влияние, и что обсуждение деем денежных выплат возникло как второстепенная проблема.
Карл X сначала потребовал публичных извинений от дея, а затем инициировал блокаду Алжира. Блокада длилась три года и в первую очередь наносила ущерб французским купцам, которые не могли вести дела с Алжиром, в то время как берберские пираты всё ещё могли обходить блокаду. Когда Франция в 1829 году направила посла для переговоров с деем, тот произвёл нападение на посольский корабль едва не убив дипломата. Эта выходка сподвигла французов на более решительные действия.
После последнего инцидента с деем, его высочество король Франции, Карл X Бурбон назначил герцога Жюля Огюста Арман Мари Полиньяка новым премьер-министром, который представлял лагерь консерваторов. Это возмутило либеральную французскую оппозицию, которая на тот момент имела большинство в Палате депутатов. Полиньяк начал переговоры с Мухаммедом Али из Египта о существенном разделе Северной Африки. Мухаммед, хотя номинально и был вассалом османов, в конце концов отверг эту идею. Поскольку общественное мнение продолжало ополчаться против Полиньяка и короля, они решили, что внешнеполитическая победа, такая как взятие Алжира, снова повернёт общественное мнение в их пользу.

## Начало завоевания
Адмирал Дюперре принял в Тулоне командование флотом из 600 кораблей, а затем направился в Алжир. Следуя плану вторжения в Алжир, первоначально разработанному при Наполеоне в 1808 году, генерал де Бурмон 14 июня 1830 года высадил 34 000 солдат в 27 километрах к западу от Алжира, в Сиди-Феррухе. Чтобы противостоять французам, дей послал 7000 янычар, 19 000 солдат присланных из Константины и Орана тамошними беями и около 17 000 кабилов. Французы создали сильный плацдарм и продвигались к Алжиру благодаря превосходящей по качеству артиллерии и лучшей выучки войск. 19 июня французы разгромили армию дея в битве при Стауэли и захватили Алжир 5 июля после трёхнедельной осады. Дей принял капитуляцию в обмен на свою свободу и предложение сохранить за собой его личное богатство. Пять дней спустя он отправился в изгнание в Неаполь вместе со своей семьёй. Турецкие янычары также были депортированы из Алжира в Турцию. Бегство дея положило конец 313-летнему османскому владычеству на этой территории.
Хотя французское командование перед капитуляцией города пообещало дать жителям гарантии сохранения свободы, собственности и религиозных свобод, французские войска сразу же начали грабить город, произвольно арестовывать и убивать людей, захватывать собственность и осквернять религиозные объекты. К середине августа последние бывшие представители турецкой власти были депортированы из Алжира в принудительном порядке без возможности ликвидировать имевшуюся у них в стране значительную собственность. Согласно одной из оценок, во время грабежа в частные руки было передано активов на сумму более пятидесяти миллионов франков. Этот произвол и насилие со стороны колонизаторов оказали глубокое влияние на будущие отношения между французами и местным населением. В 1833 году французская комиссия писала, что «мы посылали на смерть людей без суда, по простому подозрению, чья вина всегда была сомнительной ... мы убивали людей с соблюдением правил безопасности ... мы варварством превзошли варваров». При этом изгнание турок создало вакуум власти на значительной части территории страны, на которой сразу же возникло сопротивление французской оккупации.
Успех французской экспедиции 1830 года оказался неожиданным прежде всего для самих французов. Быстрое падение Алжира произвело столь сильное впечатление на весь эялет, что все остальные беи выразили готовность подчиниться Малик Шарлю (королю Карлу). Но французы не сумели воспользоваться столь выгодным положением дел: вместо овладения главными пунктами страны, маршал Бурмон предпринял отдалённую экспедицию к Блиде (у подошвы Атласских гор) для наказания за разбои кабильские племена и в этой экспедиции, предпринятой с недостаточными силами, потерпел поражение. В Первой битве при Блиде, которая произошла в 1830 году берберо-алжирские силы во главе с Мохаммедом Бен Заамумом разгромили французскую армию с минимальными потерями. Французские войска попали в засаду алжирцев, которые сначала сделали вид, что приветствуют их, а вскоре после этого внезапно и энергично атаковали французов с горы. Эти неудачи сразу подорвали престиж французов в глазах туземцев, и области, изъявившие уже ранее готовность покориться Франции, отложились от неё.
Весть о взятии Алжира едва достигла Парижа, когда Карл X был свергнут в результате Июльской революции в 1830 году, и его двоюродный брат Луи-Филипп I был выбран новым монархом. Новое правительство, состоящее из одних либералов, которые были противниками Алжирской экспедиции, хотело прекратить военную кампанию. Но победа была чрезвычайно популярна среди населения, поэтому новое правительство побоялось прекращать войну, но отозвало 2/3 имевшихся там войск. Генерал Бурмон, пославший войска для захвата Бона, хотел вывести их из занятых ими мест с целью вернуться во Францию, чтобы вернуть Шарля на трон. Когда стало ясно, что его войска не поддерживают это, он подал в отставку и отправился в изгнание в Испанию. Луи-Филипп заменил его Бертраном Клозелем в сентябре 1830 года. В Алжире тем временем начались повсеместные восстания, разбои и грабежи.

## Дальнейшие экспедиции (1830—1834)
Бей Титтерийской области, участвовавший в битве при Стауэли, попытался координировать сопротивление французам с беями Орана и Константины, но они не смогли договориться кто будет главным. Клозель в ноябре привёл французскую колонну численностью 8000 человек к Медее, столица оджака Титтери, потеряв в стычках 200 человек. Во второй битве, при Блиде алжирские войска с помощью засад вынудили французов отступить. Второе сражение также произошло в 1830 году, и Франция смогла захватить Блиду только в 1839 году. Оставив 500 человек в Блиде, он занял Медею без сопротивления, так как бей бежал. Беем был назначен Бен-Омар, но оставленные в этих городах небольшие гарнизоны, подвергавшиеся непрерывной блокаде туземцев, не могли их удержать в своих руках, поскольку припасы могли доставляться только из Алжира и при их транспортировке французы несли тяжёлые потери.
Клозель ввёл официальную гражданскую администрацию в Алжире и начал вербовку зуавов, сформировав местные вспомогательные войска, с целью установления надлежащего колониального присутствия в регионе. Он и другие основали компанию для приобретения сельскохозяйственных земель и субсидирования их заселения европейскими фермерами, что вызвало ажиотаж на рынке земли. Клозель признал сельскохозяйственный потенциал равнины Митиджа и представил план по производству там хлопка в больших масштабах. Во время своего второго срока на посту генерал-губернатора (1835–36 годы) он использовал свой пост для осуществления частных инвестиций в землю и поощрял армейских офицеров и бюрократов в своей администрации делать то же самое. Это событие вызвало у правительственных чиновников личную заинтересованность в более активном участии Франции в освоении земель Алжира. Коммерческие круги, имеющие влияние в правительстве, также начали признавать перспективы прибыльной спекуляции землёй при расширении французской зоны контроля. За десятилетний период они создали большие сельскохозяйственные угодья, построили фабрики и предприятия и создали рабочие места для местных жителей.
Ещё до начала экспедиции в Медеа Клозель начал переговоры с союзным французам Тунисским беем. Понимая полную невозможность при сложившихся условиях покорить две другие отложившиеся области — Оран и Константину, Клозель предложил уступить их родственникам тунисского бея, с условием ежегодной уплаты ими французскому правительству 1 миллиона франков. Помимо этого французы могли занять гарнизонами Бон, Сторию, Буджию и Мерс-эль-Кебир. Этот договор давал правительству некоторые выгоды, позволяя в то же время заняться колонизацией исключительно Алжира и потом распространять далее владычество Франции по Северному берегу Африки, однако эти условия не были предварительно даны на обсуждение министру иностранных дел Себастиани, да и самому бею Туниса это предложение не понравилось, поэтому договор не был утверждён. Более того, правительство отозвало самого Клозеля.
На его место в начале 1831 года был отправлен генерал Пьер Бертезен. Бертезен был слабым администратором, выступавшим против колонизации. Его худший военный провал произошёл, когда ему приказали поддержать, с 9-тысячным отрядом, бея в Медее Бен-Омара. На обратном пути в Алжир, после эвакуации французского гарнизона, он постоянно подвергался преследованию со стороны кабилов, что вызвало панику у солдат, которую Бертезен не смог остановить. Потери французов во время этого отступления были значительными (почти 300 человек), эта экспедиция только увеличила предприимчивость неприятеля, что привело к нападениям на колониальные поселения. Испугавшись, Бертезен ограничился только обороной Алжира. В это же время из Франции морем была послана новая десантная экспедиция (1300 человек), под командованием генерала Бойе, овладевшая городом Оран. Провальная деятельность Бертезена вызывала сильное неудовольствие правительства, и к концу 1831 года он был заменён генералом Савари (герцог Ровиго), численность же войск была увеличена до 16 тысяч человек.
Ровиго восстановил контроль над Боной и Беджаей, городами, которые Клозель захватил и потерял из-за сопротивления кабилов. Он продолжал политику колонизации земель и экспроприации собственности. Его подавление сопротивления в Алжире было жестоким, а военное присутствие распространилось на его окрестности. Всё внимание Савари было поглощено восстановлением дисциплины в войсках и отражением набегов на Алжир. Новый генерал-губернатор решил действовать устрашающими мерами и стал применять в широких размерах казни и конфискацию имущества. Это, однако, повело к отрицательному результату: в общей ненависти к французам, разрозненные прежде племена (кабилы, мавры, арабы) нашли почву для взаимного сближения, и вся деятельность Савари была направлена теперь к подавлению вспыхивавших восстаний. Он был отозван в 1833 году из-за откровенно насильственного характера репрессий и заменен бароном Теофилем Вуарольем. Вуароль восстановил французский контроль в Оране, а другой французский генерал, Луи Алексис Демишель, получив независимое командование, захватил Арзев и Мостаганем.
Именно в это время во главе туземцев становится знаменитый эмир Абд аль-Кадир (по-арабски — Раб Всемогущего), он родился в селении Гетне, близ города Маскара, в мае 1807 года. Этот выдающийся арабский предводитель, будучи сыном религиозного деятеля и мурабита, происходил из знатной и богатой семьи. Он изучал исламские науки, Коран, а также греческие и арабские трактаты по древней и современной истории, философии, филологии, астрономии, географии и медицине. В возрасте 14 лет Абделькадер получил титул хафиза и активно посещал семейную мечеть, где объяснял отрывки из Корана. В 1825 году, в возрасте 18 лет, Абделькадер и его отец совершили хадж. Совершив паломничество в Мекку, они отправились в Дамаск, где учились несколько месяцев. После этого пребывания они совершили ещё одно паломничество в Багдад. Прежде чем отправиться в обратный путь в 1828 году, они ещё раз совершили хадж. Затем он поступил в высшую школу в Феце, а позже провёл около года в Египте, где изучал военные учреждения Мехмета-Али. По личным своим свойствам — религиозности, неустрашимости, решительности, бескорыстию и, наконец, умеренности — он удовлетворял всем качествам народного вождя и потому легко стал во главе вспыхнувшей в это время войны с французами. Немалую роль сыграл в этом и марокканский султан, Мулай Абд ар-Рахман, который, желая остановить успехи французов и не рискуя вступить с ними в открытую борьбу, употреблял всё своё влияние на арабов для соединения их под главенством Абд аль-Кадира.
Мухиеддин, отец Абделькадера и глава религиозного братства, который провёл некоторое время в тюрьмах дея, за критику его правления, предпринял нападения на французов и их союзников-махзенов в Оране в 1832 году. В том же году старейшины племён на территориях близ города Маскара выбрали сына Мухиеддина, двадцатипятилетнего Абделькадера, амир аль-муминином правоверных и немедленно же стал готовиться к войне, которая и вспыхнула в Оране в начале 1833 года. Он быстро заручился поддержкой племён на западных территориях.
Беджая (фр. Бужи) испытывала постоянные конфликты с французами вплоть до своего захвата. После поражения дея город захватили племена мезайи. В 1831 году они разгромили небольшую французскую экспедицию, направленную против них. Тем не менее, в 1833 году Франция захватила город с минимальными потерями от войск кабилов и кулугли. Алжирские кабилы попытались отбить город в 1835 году, но потерпели неудачу против лучше оснащённого французского гарнизона.
Хотя французы имели в 1833 году в северной Африке около 20 тысяч войск и владели, кроме Алжира и Орана, портами Бужия и Бон, но положение их, в общем, представлялось настолько затруднительным, что уже в феврале 1834 года они были вынуждены заключить с Абд аль-Кадиром мир, по которому за последним признано было господство над всеми арабскими племенами к западу от реки Шелифф. Управление же краем в 1834 году было вверено престарелому графу Друэ д’Эрлону, сподвижнику Наполеона I, дряхлому старцу, потерявшему энергию и легко подпадавшему под влияние окружавших его лиц. Даже Абд аль-Кадир через своего агента еврея Бен-Дюрана мог оказывать влияние на губернатора. Пользуясь слабостью генерал-губернатора, эмир распространял свою власть в Оране, привлекая на свою сторону туземцев убеждением и силой, он даже перешёл на правый берег реки Шелифф в пределы собственно Алжира. Пришлось по необходимости нарушить недавно заключённый с ним мир. Граф д'Эрлон стал первым губернатором колонии, ему было поручено справиться с растущей угрозой со стороны Абд аль-Кадира и продолжающимися неудачами Франции в подчинении Ахмеда Бея, правителя Константины.
22 июня 1834 года Франция официально аннексировала оккупированные районы Алжира, население которых, по разным оценкам, составляло около двух миллионов мусульман, в качестве военной колонии. Колонией управлял военный губернатор, который обладал как гражданской, так и военной властью, включая право издавать указы. Номинально его власть распространялась на район «ограниченной оккупации» вблизи побережья, а за пределами этих районов было постоянное сопротивление местного населения. Политика ограниченной оккупации была официально отменена в 1840 году в пользу политики полного контроля.

## Разрыв с Абд-аль-Кадиром и завоевание Константины (1834—1840)
В 1834 году французы под предводительством Максимилиана Йозефа Шауенбурга атаковали город Хаджут. Местные племена использовали партизанскую тактику против французов, но к августу 1835 года их сопротивление было подавлено.
Комендант Орана, генерал Камиль Альфонс Трезель получил в начале июля известие, что кабильские племена дуэров и смелов желают изъявить покорность французам, но что Абд аль-Кадир мешает их присоединению, для чего и сосредоточил свои войска на реке Сиг. Генерал Трезель выступил против него с 3,5 батальонами пехоты, полком конных егерей и 6-ю орудиями (всего около 2500 человек). Пройдя с боем чрез Мулей-Измаильский лес, он достиг реки Сиг, где и остановился лагерем, но, увидав значительное превосходство сил противника и опасаясь истощения припасов, решил отойти к приморскому пункту — селению Арзев, куда рассчитывал морем подвезти необходимые запасы. Едва его отряд втянулся в теснину, образуемую с одной стороны болотистым берегом Макты, а с другой горами поросшими густым лесом, он был атакован с высот полчищами спешенных арабов и кабилов и понёс поражение. Часть обоза бросилась в болота, часть досталась неприятелю, войска в беспорядке побежали. Отряд достиг Арзева, потеряв 500 человек и весь обоз. Разгром привёл к отзыву графа д'Эрлона.
Поражение на Макте и общее неблагоприятное положение дел побудили французское правительство в 1835 году вторично назначить сюда маршала Клозеля. Последний решил нанести удар эмиру занятием его столицы Маскары. Двинувшись сюда в конце ноября 1835 года из Орана, с 11-тысячной армией при 16 орудиях, он занял этот пункт, но вследствие отдалённости его от базы (Орана) и трудности поддержания сообщений, не мог удержать его. Вслед затем, уже в начале 1836 года, он предпринял новую экспедицию внутрь страны, где занял город Тлемсен. В Тлемсенской цитадели он оставил небольшой гарнизон под командованием капитана Кавеньяка, возвратился в Оран.
После взятия Тлемсена, Клозель поехал в Париж, поручив генералу д’Арланжу, с 3-тысячным отрядом, устроить укреплённый лагерь в устье реки Тафны, чтобы отсюда установить надёжное сообщение с занятым Тлемсеном. Попытка эта, однако, не имела успеха. Едва д’Арланж прибыл к устью Тафны и приступил к устройству лагеря, как там же сосредоточил свою армию эмир и блокировал французский отряд. Для выручки д’Арланжа был послан из Тулона с тремя пехотными полками генерал Бюжо, ветерана наполеоновских войн, имевшего опыт ведения боевых действий против партизан. Бюжо сначала решил разведать страну. Высадившись в устье Тафны, он заставил эмира снять блокаду, а затем пошёл к Орану, оттуда к Тлемсену и снова вернулся в лагерь на Тафне, причём прошёл через Таальгетские горы, куда французы ранее не проникали. Пополнив запасы, он вторично двинулся через Таальгетские горы к городу Тлемсен для доставления его гарнизону необходимых запасов. На этом пути, на берегах вади Сиккак, он встретил главные силы эмира, которым нанёс жестокое поражение, Абд-аль-Кадир потерял не менее 1000 бойцов. Это победа ненадолго поколебала власть Абд аль-Кадира.
Между тем Клозель, прибыв в Париж, успел убедить министерство Тьера в необходимости принятия нового плана завоевания страны и усиления алжирской армии. План Клозеля, заключался в прочном занятии важнейших стратегических пунктов страны и в содержании между ними постоянного сообщения посредством войсковых колонн. План был утверждён, но вследствие последовавшей вскоре затем смены министерства, армия усилена не была. Несмотря на это, а также на позднее время года и недостаток продовольствия, Клозель не желал отказаться от составленного им плана и тотчас же обратился к его выполнению. Наиболее богатой и обширной областью всей страны была Константина — овладение её центром, городом Константина, Клозель и поставил себе ближайшею задачей. Первая попытка захватить Константину закончилась полным разгромом экспедиционного корпуса.

##### Тафнский договор
После этой неудачной экспедиции, в начале 1837 года генерал-губернатором в Алжир был назначен генерал Дамремон, действия же в Оранской области против Абд аль-Кадира были поручены генералу Бюжо. Тот сосредоточил в Оране до 12 тысяч войск и в середине мая с 9-тысячным отрядом с 12-ю горными гаубицами начал кампанию против Абд аль-Кадира быстрым движением к Тлемсену и устью Тафны. В последнем пункте он уничтожил неприятельский лагерь и восстановил сообщение с Тлемсеном. Следствием этих действий стало заключение мирного договора с эмиром на реке Тафне, согласно которому, Абд аль-Кадир признал господство французов над несколькими приморскими пунктами Алжирской и Оранской областей, с небольшими округами, и получил управление всю остальную часть Оранской области, с включением Тлемсена и Тетери в состав Алжирской области. Несмотря на невыгоды и неопределённость данного договора, французское правительство утвердило его, имея целью, купив перемирие, сосредоточить силы на востоке, для возобновления Константинской экспедиции, которая считалась необходимой для поддержания чести и славы французского оружия.
23 февраля 1837 года французы продолжили свою кампанию против алжирского сопротивления на равнинах Митиджа. 24 февраля французы продвинулись к городу Ларба, который в то время всё ещё находился под властью алжирских племён. Город был захвачен два дня спустя. 8 мая 1837 года кабилы из областей Коль-де-Бени-Айша, Иссерс и Амрауа совершили набег на ферму Мерсье в районе Регайе. Это побудило французов начать карательную акцию против зуавов и кабилов Иссера. 17 мая французы отбросили зуавов от Тении. Тем временем французы попали в засаду племён Иссера и Амрауа, но они быстро отбились. 18 и 19 мая французская 2-я лёгкая пехотная дивизия разгромила несколько сотен алжирских защитников у Бени-Айша. Французы потеряли трёх солдат, в то время как алжирцы потеряли восемнадцать. В тот же день несколько сотен кабилов попытались устроить засаду французской армии, но были легко разбиты ими. Кабилы понесли значительные потери.

##### Осада Константины
Основной задачей нового главнокомандующего было возобновление похода на Константину. 1 октября после тщательной подготовки французы выступили к Константине и начали осаду в ходе которой Дамремон был убит. Его место занял генерал Сильвен Шарль Вале. 13 октября Вале повёл войска на штурм и после нескольких часов кровопролитного уличного боя им удалось захватить город. Французы, наученные опытом, оставили всё управление страной в прежнем виде. Управление самим городом было поручено Сенд-Мохамеду, происходившего из семейства, уважаемого местным населением. Следствием этих благоразумных мер было прочное занятие Константинской области. Оставив в Константине 2500 человек, он с остальными силами вернулся в конце октября в город Бону, не встречая на своём пути никакого сопротивления. Туземцы, упавшие духом, бежали в горы или изъявляли полную покорность. За взятие Константины Вале получил маршальский жезл и назначен был генерал-губернатором Алжира.
Абд аль-Кадир после подписания с французами договора на Тефне сознавал непрочность заключённого мира и, занявшись внутренним устройством земель, деятельно готовился к продолжению борьбы. Эмир разделил подвластные ему области на эмираты, укрепил ряд пунктов в стране, устроил заводы: литейный в Милиане и оружейный в Медеа, построил казармы, магазины и цитадель в своём главном опорном пункте городе Текедемпте. Численность ополчений, выставляемых покорными эмиру племенами достигала 70 тысяч человек. Вместе с тем, сознавая непрочность своих ополченских войск, тот завёл в 1838 году первые регулярные войска в 4,5 тысячи пехоты и 900 человек кавалерии с 12 орудиями. Их численность к началу 1839 года была доведена до 9 тысяч пехоты, 1 тысячи конницы и 12 полевых орудий.
Маршал Вале также занялся устройством и укреплением подвластных ему земель. Постройкой укреплённых лагерей в Блиде и Колеаге он закрепил за собою владение ближайшей к городу Алжиру равниной Метиджа, куда успели уже прибыть первые партии французских колонистов. Кроме того, на берегу бухты Сториа, на развалинах римской колонии Рузикад он построил новый порт Филиппевиль, связав его хорошей дорогой с городом Константина. Наконец, осенью 1839 года он задумал установить сухопутную связь города Константина с городом Алжир и выслал для этого отряд по большой дороге через Бибан и так называемые «Железные ворота». Отряд этот прошёл благополучно, но Абд аль-Кадир усмотрел в этом акте нарушение своих территориальных прав, объявил французов нарушившими договор и провозгласил священную войну.

##### Возобновление войны
Восстание в конце 1839 года с невероятной быстротой разлилось по стране от Орана до Бона. Французы, несмотря на то, что у них было не менее 50 тысяч войска, вынуждены были перейти к обороне: все их форты были блокированы, все сообщения прерваны. В одно и то же время они защищались от полчищ кабилов, под предводительством Ахмед бен Салема, достигавших несколько тысяч и арабов, пришедших из пустыни, под руководством Мохаммеда бен Аллеля, которые спустились с гор в долину Метиджа, где все укрепления были уничтожены, фермы колонистов сожжены, поля опустошены. В Константине они сражались против брата эмира, поддерживаемого Ахмет-беем, возвратившемся из пустыни. Однако здесь многие племена были на стороне французов и восстание закончилось сравнительно скоро, за исключением округов Буджии и Филиппевиля, где война с самого захвата этих пунктов никогда не прекращалась. В остальных же областях положение французов становилось всё более и более затруднительным. В долины Орана и Мостаганема вторглись 20 тысяч фанатиков из Бени-Исмаильских лесов. Только к апрелю 1840 года прибыли в Алжир первые подкрепления, 6-тысячный отряд герцога Орлеанского.

## Кампании против Абд аль-Кадира

##### Кампания 1840 г.
В апреле 1840 года войска эмира Абд аль-Кадира, повинуясь отданному им приказу, усилили свои атаки и блокировали некоторые французские гарнизоны. Эмир, избегая при этом серьезного боя, расположил свои силы так, чтобы иметь возможность охватить все французские завоевания обширной сетью. С прибытием свежих войск маршал Бюжо решился перейти в наступление. В начале апреля он выступил с 9-тысячным отрядом из Алжира для занятия Медеа и Милианы, чтобы обеспечить этим владение равниной Метиджа. Он разбил часть войск эмира у подножия Атласа, но узнав о бедственном положении полковника Кавеньяка, который с горстью людей в течение 6 дней оборонял Шершель против нескольких тысяч кабилов, он бросился к нему на выручку. Этот 18-дневный марш от Шершеля к Блиде был в сущности непрерывным боем в горах и лесах с сильными отрядами, руководимыми одним из ближайших сподвижников эмира Сиди-Эмбарек. 
Руководство экспедицией по захвату Медеа Бюжо поручил герцогу Орлеанскому. 12 мая французы подошли к горному проходу Музайя, где сосредоточены были главные силы эмира. После кровопролитного боя, длившегося несколько часов, дефиле было взято и разбитый Абд аль-Кадир отошёл в Оранскую область. В мае же французские войска заняли Медеа, а затем в июне и Милиану. В обоих пунктах были оставлены гарнизоны. В середине августа эмир отправился в Маскару, чтобы новыми наборами пополнить убыль своих регулярных войск, но его сподвижники Сиди-Эмбарек, Эль-Беркани и Бен-Салем не давали покоя французам до наступления зимы.
В Оранской области также шла в течение всего года ожесточённая борьба. Особенно замечательна в начале 1840 года оборона Мазаграна 120-ю французскими солдатами против 5- или 6-тысячной армии халифа Маскары Бен-Тами. В начале марта халиф Тлемсена Бу-Гамеди, разорив союзные французам племена Дуэра и Смела, двинулся к Мазаграну, к юго-западу от Орана. Комендант поста Юсуф отразил нападение и увлечённый преследованием попал в засаду в ущелье Тень-Самле, но благоразумные распоряжения и прибывшая из Орана колонна дали возможность отряду отступить под защиту Мазаграна. Несколько удачных набегов (razzias) Кристофа Луи Леона Ламорисьера, назначенного в августе командующим Оранской области, дополнили перечень военных действий в 1840 году.
В общем же, несмотря на целый ряд блестящих побед, положение французов к концу 1840 года повсюду, кроме Константины, было такое же, как и в начале 1830-х годов: во власти их находились лишь несколько приморских пунктов, где они подвергались постоянным нападениям; не была надёжно закреплена за ними даже и равнина Метиджа: владение Медеа и Милианою не давало последней надёжного обеспечения, на поддержание же сообщений с этими городками расходовались чуть ли не все свободные войска.

##### Кампания 1841 г.
Только маршалу Бюжо, назначенному генерал-губернатором Алжира в 1841 году, удалось, наконец, после многих усилий завершить дело покорения края, стоившего Франции стольких жертв и расходов. Одарённый решимостью и неутомимо деятельный, Бюжо энергично повёл борьбу. Своей ближайшей задачей он поставил уничтожение Абд аль-Кадира; для прочного же овладения страною он принял план действий, схожий с планом Клозеля: прочное занятие важнейших пунктов и постоянное поддержание сообщений между ними посредством подвижных колонн, которые разоряя жилища и опустошая поля непокорных племён, должны были побуждать их этим к миру или заставлять перебираться во внутренние регионы страны.
В данную минуту план этот имел несравненно больше шансов на осуществление, ибо силы французских войск доходили уже до 70 тысяч, прибывшие же весною подкрепления довели их численность до 73 500 человек пехоты и 13 500 человек кавалерии. Наряду с этим, в стране началось формирование частей национальной гвардии (милиции), на которую возлагалась оборона городов и лагерей, что освобождало регулярные войска для действий в поле.
Главной операционной базой своей для действий против эмира генерал Бюжо избрал равнину Метиджа, прикрытую рядом укреплённых пунктов. Для наступательных же операций им подготовлены были города Медеа и Милиана, а также несколько укреплённых пунктов в Оранской области и Константине. Бюжо лично озаботился в апреле обеспечением обоих этих городов значительным количеством припасов. Он имел несколько стычек с неприятелем, но желание вовлечь Абд аль-Кадира в генеральное сражение не имело успеха. В мае он начал одновременные наступательные действия на всем театре военных действий несколькими отрядами: сам, во главе 6-тысячного отряда с осадным парком, повёл наступление из Мостагенема на Текедемит, генерал Бараге д’Илье был направлен с равнины Метиджа на Богар и Тазу, генерал Негрие — из Константины на Мзилу и Бискру. В то же время им были высланы по разным направлениям несколько подвижных колонн: полковника Бедо от Мостагенема, полковника Шангарнье — от Милианы и полковника Лафонтена — от Филиппевиля.
18 мая Бюжо выступил в поход. После нескольких незначительных боевых столкновений, Бюжо занял Текедемпт, взорвал цитадель, построенную на высоте, господствующей над городом и предал пламени имевшиеся здесь склады и оружейный завод. Вслед за этим он овладел, также почти без сопротивления, городом Маскара и окрестными пунктами, где оставил гарнизон. Осенью главнокомандующий снова лично принял командование и разорил Гетну, родину эмира и Сайду, где тем был устроена сильная цитадель. В город Маскару он стянул целую дивизию Ламорисьера, которая осенью и зимою предпринимала отсюда ряд экспедиций внутрь страны и покорила почти все окрестные племена.

##### Кампания 1842 г.
Весной 1842 года Бюжо овладел Тлемсеном и Себду, последними укреплёнными пунктами эмира, а также ближайшим к ним районом. В первом был оставлен гарнизон. Эти первоначальные действия Бюжо ещё не имели решительного результата, однако совершенно изменили обоюдно положение сторон. Вся внутренняя часть Оранской области была уже в это время в руках французов, и Абд аль-Кадир, вынужденный в последнее время перейти исключительно к оборонительной войне, летом 1842 года отошёл на юг, в гористую область Ванзерис (к югу от города Текедемпта), населённую воинственными кабилами. Но Бюжо и там преследовал его, направив пять колонн с разных сторон в горы. В течение нескольких недель вся горная цепь Ванзерис была покорена, а Абд аль-Кадир был вынужден уйти в пустынные области северной Сахары.
На некоторое время были потеряны его следы, но скоро эмир напомнил о себе французам. В конце декабря 1842 года с 30-тысячным отрядом он внезапно появился в долине реки Шелифф, и появление его в центре расположения французов послужило сигналом к новому восстанию только что покорённых племён. Тотчас же двинуты были сюда войска одновременно из Алжирской и Оранской областей. Абд аль-Кадир снова был вынужден отойти в южные степи. Французы обратились к преследованию эмира и наряду с этим вынуждены были снова начать ряд экспедиций для покорения возмутившихся туземцев. Эти зимние экспедиции, крайне тяжёлые по климатическим условиям, были ничтожны по результатам: Абд аль-Кадир уклонялся от решительных столкновений, туземцы, рассеиваемые в одном пункте, через несколько дней вновь собирались в другом. Весной эмир вынужден был отойти в горную страну Ягубия (в верховьях рек Сиг и Габры), а в конце апреля генерал Ламорисьер вытеснил его оттуда в пустыню Ангад.

##### Кампания 1843 г.Разгром «смалы»
Степи вообще являлись надёжным убежищем эмира: его подвижная главная квартира, так называемая «смала», состояла из 1300 шатров, которые легко перебрасывались им с одного края пустыни на другой, а французам стоило огромного труда выяснять, где именно находится она в данную минуту. В этой «смале» помещались войска, боевые припасы, все богатства эмира и его семья; постоянное прикрытие её составляли 5000 стрелков и 2000 всадников. Бюжо поручил герцогу Омальскому разыскать и уничтожить этот вражеский стан.
Принимая во внимание отдалённость Медеа от предположительного театра военных действий, герцог Омальский устроил свой базовый пункт в селении Богаре. Выступив 10 мая из селения Богара с отрядом в 1200 человек пехоты, 600 кавалеристов, 2 горных орудий и 20-дневным запасом довольствия, герцог повёл энергичное наступление. Ламорисьеру было приказано от Маскары содействовать поискам герцога. Вечером 14 мая, узнав точно о месте нахождения «смалы» в районе селения Гожелах в 170 км от Богары и на одном меридиане с Тенесом, французы окружили это селение, но оказалось, что «смала» была расположена далее, в 60 км на юго-запад у урочища Уссен-он-Рокай. Едва герцог Омальский двинулся по этому направлению, он узнал, что «смала» по приказу эмира удалилась к востоку на речку Тагиль. Чтобы настигнуть её нужно было сделать 80-километровый переход по безводной степи. Опасаясь, чтобы та не ускользнула от него, герцог оставив пехоту, с одной кавалерией сделал за 1,5 суток этот переход по безводной степи и утром 16 мая настиг противника. Несмотря на огромное неравенство сил, одних защитников «смалы» насчитывалось не менее 5 тысяч человек, он неожиданной атакой, почти без всяких потерь, овладел неприятельским лагерем, перебив до 300 и взяв в плен около 3000 арабов. Также в руки победителей попали казна и корреспонденция противника. Эмир успел бежать в Марокко. Французы потеряли в этой атаке 9 убитых и 12 раненых. Остатки смалы ещё дважды были настигнуты Ламорисьером. Следствием этих столкновением было уничтожение большей части регулярных войск Абд аль-Кадира. Действия 1843 года закончились победой генерала Темпура разбившего сподвижника эмира, Сиди-Эмбарека.
Следствием успехов, одержанных в 1843 году, было покорение Алжира, за исключением нескольких пунктов в Сахаре и Ангаде, занятых ещё войсками эмира и Большой Кабилии (горной страны, простиравшейся к западу и югу от Буджии). Одновременно с этим, французы построили на северных окраинах пустыни ряд укреплённых лагерей, подчинили себе несколько ближайших сахарских племён и энергично продолжали внутри страны постройку дорог, мостов, селений и прочего. На левом берегу Шелиффа, на одном меридиане с Тенесом, был основан город Орлеанвиль. Укреплённые лагеря были построены в Тенесе, между Тенесом и Орлеанвилем, у Тениад-эль-Гад, близ Тазы и у Теарета, где они имели целью удержать в повиновении племена Дахры и Ванзериса. Вместе с этим строились дороги от Шершеля к Милиане и от Алжира к Константине. За экспедиции 1843 года Бюжо получил маршальский жезл.

##### Франко-марокканская война
Весной 1844 года герцог Омальский занял Бискру и Тугурт и заставил многих владетелей Сахары платить французам дань. В это же время маршал сам сделал первую попытку утвердить власть в Большой Кабилии. С колонной в 7 тысяч человек он двинулся в эту страну, нанёс несколько поражений туземцам и занял Делли, но его дальнейшие успехи были остановлены вестями с запада.
Между тем Абд аль-Кадир оставался в Марокко, правитель которого Абдер-Раман давно уже играл в отношении Франции двусмысленную роль. Во все время продолжения ведения войны французами в Алжире, марокканские правители втайне оказывали к ним своё недоброжелательство. Они возбуждали восстания местных племён и поддерживали эмира войсками, военными средствами и субсидиями. Два раза, в 1831 и 1836 годах Абдер-Раману были сделаны представления по поводу его неприязненных действий, но оба раза в ответ было изъявление желания о сохранении мира.
Бедственное положение Абд аль-Кадира, при появлении его в марокканских владения, вызвало к нему деятельное участие. Фанатическое население страны встретило эмира с живейшим сочувствием и местные полудикие племена провозгласили священную войну против христиан, чему Абдер-Раман, видимо, не хотел мешать. Война началась 30 мая внезапным нападением марокканских ополчений на отряд генерала Ламорисьера, находившийся на границе Марокко в Лелла-Мария. Нападение это удалось отразить и неприятель удалился к Ушде. Через несколько дней прибыл сюда и маршал Бюжо и после бесплодных переговоров с марокканским правительством занял город Ушду. В течение июня и июля не происходило ничего важного. К началу августа силы французского корпуса возросли. Здесь было сосредоточено 8500 человек пехоты, 1800 кавалеристов и 16 орудий. Против них выступила марокканская армия в составе 10 тысяч пехоты, 20 тысяч кавалерии и 11 орудий под командованием сына императора Мулей-Магомета, расположившаяся в нескольких лагерях на правом берегу реки Исли в 8 км от Ушды. Основательно предполагая, что располагая превосходством в силах Мулей-Магомет не станет уклоняться от боя, Бюжо решил его атаковать.
Решившись на внезапную атаку, Бюжо произвёл свой знаменитый ночной марш всем отрядом в строе одного большого ромбического каре. Баталионом направления служил головной батальон одного из углов каре. Половина батальонов следовала за головным уступами вправо и влево от него, другая половина двигалась также уступами, но только в обратном порядке, уступами не наружу, а внутрь. Батальоны шли ежеминутно готовые перестроиться в батальонные каре. Обоз, лазарет и порционный скот двигались внутри каре; кавалерия в 2-х колоннах также внутри каре, по обеим сторонам обоза; артиллерия по 4 фасам каре против интервалов между батальонами. Этот походный порядок был в то же время и боевым.
Утром 14 августа французская армия вышла к неприятельскому лагерю. Марокканская кавалерия предприняла ряд бешеных атак, но французы без труда отражали их картечным и ружейным огнём, продолжая наступление к лагерю. Когда маршал увидел, что противник достаточно расстроил уже свои силы, он выдвинул кавалерию, которая, поддерживаемая пехотой, произвела решительную атаку и овладела лагерем, всеми запасами и артиллерией противника. Французы продолжали теснить противника, который к полудню был окончательно разбит и обратился в бегство по дороге на Фец. Дальнейшее его преследование истомленными войсками, при сильной жаре, оказалось невозможным. Потери французов были ничтожны, всего 27 убитых и 36 раненых. За эту победу маршал Бюжо был возведён в герцогское достоинство.
Ещё за несколько дней до этого боя, в Танжере были начаты переговоры, а Бюжо выслал к марокканским берегам флот, под командою герцога Жуанвиля (3 линейных корабля, 1 фрегат, 2 брига, 6 пароходов и несколько мелких судов) с 2-тысячным десантным отрядом. Нежелание Абдер-Рамана вступать в переговоры заставило французов начать 6 августа бомбардировку Танжера. С расстояния в 850 метров от берега со всех парусных судов был открыт огонь и несмотря на то, что 120 орудий размещённых на береговых батареях отвечали французам, через несколько часов укрепления Танжера были превращены в груду развалин.
Через несколько дней был бомбардирован и разрушен город Могадор (15-17 августа) — важнейший приморский пункт Марокканской империи, через который велись все торговые и дипломатические отношения. При этом французы сделали высадку и заняли укреплённый остров, прикрывавший доступ в гавань. Вслед за этим был взят и сам город, но французы тотчас оставили его, разрушив укрепления.
Поражённый рядом ударов, Абдер-Раман поспешил начать переговоры и 10 сентября заключил с французами Танжерский мирный договор, по которому обязывался распустить войска, собиравшиеся на границах с Алжиром, строго наказать зачинщиков восстания, отказаться от всякого содействия противникам Франции и изгнать из пределов страны Абд аль-Кадира, либо заключить его в одном из городов западного побережья Марокко. Французы, со своей стороны, после выполнения условий обязывались очистить остров Могадор и город Ушду. Определение обоюдных границ должно было стать предметом особой конвенции, после проведения надлежащего обследования на месте. После заключения мира в Танжере, упавший духом Абд аль-Кадир с семействами своих приверженцев и 700 человек пехоты и кавалерии ушёл в пределы Сахары.

##### Боевые действия в 1845-46 гг.
Во всей стране наступило затишье; пролагались новые пути и устраивались переправы для облегчения сообщений приморских земель с южными областями, Ангадом и Сахарою. Возобновились торговые отношения между жителями Теля и Сахары. Между тем, эмир рассылал своих агентов по Сахаре, стараясь возмущать покорившиеся французам племена. Происки его имели успех: в апреле 1845 года в Дахре — части страны, лежавшей к западу от Тенеса появился некто Мохамед-бен-Абдала, прозванный позднее Бу-Маза (отец козы) и начал возбуждать жителей Дахры к священной войне против христиан. Восстание быстро распространилось в Дахре и вышло за её пределы. Бу-Маза, ободрённый этими успехами, кинулся в Ванзерис, где также вспыхнула священная война. Хотя энергичными и жестокими мерами Бюжо оба восстания удалось скоро потушить, но они стоили Франции значительных трудов и потерь, особенно в Дахре, где война проводилась с необычайной жестокостью: большая часть племени улед-риа, не желая покорится, засела в одной пещере; французы, чтобы заставить неприятеля сдаться, разложили при входе в пещеру гигантский костёр и поддерживали его в течение 2-х ночей. В результате, большая часть повстанцев погибла.
Подобные же восстания, но меньших размеров, поднимались приверженцами эмира и в других округах. Так, в середине сентября, почти в один и тот же день, в Оранской области на западе восстали трары, а на востоке флитты. Для поддержания первого из восстаний Абд аль-Кадир сам перешёл через западную границу Алжира. Подполковник Монтаньяк, комендант Джемма-Газауат, для поддержки племён, покорных французам, двинулся с отрядом в 400 человек навстречу эмиру, но отряд этот, окружённый со всех сторон арабами, был полностью уничтожен. Только 12 человек вернулось в Джемма-Газауат. Как только Ламорисьер, заступивший на место Бюжо, в связи с отъездом последнего в Париж, узнал о поражении Монтаньяка, он тотчас двинулся навстречу эмиру, разбил его передовые отряды и заставил его удалиться в марокканские владения.
В середине октября эмир вторгнулся в Ванзерис, но совокупные усилия Ламорисьера, Юссуфа и вернувшегося Бюжо снова вынудили его к отступлению в Сахару.
В начале 1846 года Абд аль-Кадир снова появился совершенно неожиданно в Большой Кабилии, расположившись на западном склоне Джур-Джиры, угрожая переправой через реку Иссер и вторжением в Метиджу. Бюжо немедленно собрал около Богары небольшой отряд и форсированными маршами направился в Кабилию, но до его прибытия генерал Жатиль разбил войска эмира на речке Джельме, впадающей в Иссер и вынудил того к отступлению за горы Джебель-Амур.
Между тем Кавеньяк после неудачного поиска в феврале «смалы» эмира, расположенной в марокканских владениях, двинулся против лжепророка Магомета-эль-Фаделя, возглавлявшего большую часть племён в Оранской области. В конце марта недалеко от Тлемсена ополчения лжепророка были рассеяны. В то же время Бу-Маза снова взволновал Дахру, но восстание было быстро подавлено. Тогда Бу-Маза бросился в Ванзерис и здесь соединившись с калифом эмира Эль-Сегором, течении нескольких недель держался сначала против герцога Омальского, а потом и против самого Бюжо.
Между тем Абд аль-Кадир, желая избавиться от преследования Юссуфа, настигшего его в горах Джебель-Амур и сблизиться со своей «смалой», двинулся к Ститтену и далее к марокканской границе, потерпев поражение у Шеллалы от подвижной колонны полковника Рейно, и в июле присоединился к своей «смале» с 400 всадниками и несколькими пехотинцами, находившимися в самом жалком виде.

##### Конец войны
В начале 1847 года сдался Бу-Маза и был отправлен во Францию. Избавившись от этого искусного партизана, которого сам Абд аль-Кадир считал опасным соперником, Бюжо в мае 1847 года решил прочно завладеть Большой Кабилией. Для этого он двинул две колонны: 8 тысяч под личным его предводительством от города Гемза и 7 тысяч под предводительством генерала Бедо — от города Бужия. Обе колонны должны были соединиться в долине Адузы. Колонны двинулись в середине мая. После ряда победоносных боёв французы окончательно завладели этой разбойничьей страной. Одновременно с этим, Бюжо выслал несколько экспедиционных колонн для усмирения волновавшихся ещё племён северной Сахары. Закончив этим покорение Алжира, Бюжо просил о смене его с поста генерал-губернатора, и в начале сентября 1847 года на его место был назначен герцог Омальский.
Между тем Абд аль-Кадир, отчаявшись в возможности успеха дальнейшей борьбы на территории Алжира, решился основать независимое государство в восточной половине Марокко, насильно отняв её у Абдер-Рамана. В течение нескольких месяцев, в глубокой тайне, он заготовлял съестные и военные припасы, формировал и приводил в порядок свои войска и вёл пропаганду среди местного населения, в особенности среди Кабилов, живших в горной цепи Рифа. Но эмир не учёл своих сил. В конце 1847 года, как только он поднял восстание, быстро собравшиеся войска марокканского императора кровавыми мерами подавили его. Сначала были истреблены Бени-Амеры и другие алжирские племена, переселившиеся с эмиром. И это сильно подействовало на Рифских Кабилов, заставив их остаться верными Абдер-Раману. А в начале декабря и сам Абдер-Раман двинул свою армию в двух колоннах против войск Абд аль-Кадира. В первом боевом столкновении эмир атаковал один из марокканских лагерей и имел некоторый успех, но на другой день он был окружён со всех сторон на речке Млуе превосходными силами противника и бросился за речку Кисс на границу Алжира. Но здесь его встретили французы; генерал Ламорисьер преградил ему путь на восток и заставил броситься вверх по долине пограничной реке Кисс к югу, через горный проход Кербус. Получив об этом известия, Ламорисьер послал к Кербусу в ночь на 22 декабря сильный разъезд, с которым на следующий день встретился эмир. Не зная истинных сил французов и не видя другого исхода, эмир 22 декабря сдался, распустив свою «смалу» с 5000 человек.

##### Результаты
Со сдачей эмира закончилось покорение французами Алжира; с этого времени вся страна была уже в их руках. С 1848 года Алжир объявлен территорией Франции, разделён на департаменты во главе с префектами и возглавляется французским генерал-губернатором. Турки-османы подали официальный протест в связи с вторжением французов в Алжир и они так и не признали потерю провинции. Карта Османской Африки 1905 года всё ещё показывала эти территории как принадлежащие империи.
В результате неудачной колониальной политики Франции пришлось предпринимать долгую и дорогостоящую кампанию по завоеванию всей территории Алжира, приведшую к многочисленным жертвам и разорению всей страны. По мнению ряда историков, методы, используемые для установления французской гегемонии, достигли масштабов геноцида, и войны, голод и болезни привели к гибели от 500 000 до 1 миллиона из примерно 3 миллионов алжирцев.

## Кампании по умиротворению Алжира

### Джурджурская экспедиция (1857)
В 1847 году мурабит Си Мохаммеда Эль-Хашеми возглавлял антифранцузское восстание в горах Дахра. В 1850 году шериф Бубагла поднял антифранцузское восстание в горах Бабор. Местное собрание Н'Сумер, таджмат, также взбунтовалось. Они делегировали руководство солдатам-добровольцам Фатьме Н'Сумер и Сиди Тахару, брату Фатимы. Силы Н'Сумер были сосредоточены в районе гор Джурджур в Телль-Атласе и восстание охватило несколько деревень в этом районе, таких как Иллильтен.
Весной 1854 года французские силы под предводительством Шарля Жозефа Франсуа Вольфа подошли к деревням находящихся под контролем Н'Сумер. Затем произошла битва на реке Себау близ Айн-эль-Хаммама. Силы Н'Сумер смогли отразить нападение французов; кавалерия мятежников во главе с шерифом Бубаглой смогла обратить французов в бегство, но превосходство французов в кавалерии обеспечило им беспрепятственное отступление. Окрестные деревни оставались в руках мятежников. Говорили, что Бубагла был очень увлечён Н'Сумер и получил разрешение от её брата ухаживать за ней, но её муж был этим крайне недоволен и выступил категорически против попыток увести свою жену, после чего попытки ухаживаний за ней прекратились.
Летом прибыла ещё одна группа войск во главе с маршалом Жаком Луи Рандоном. Французы смогли нанести значительный урон восставшим на своём пути, но были контратакованы Н'Сумер и её ополчением. Обе стороны провели более решительное сражение при Тачеккирте, где силы Бубаглы и Н'Сомер вышли победителями. После битвы французы и кабилы пришли к соглашению и согласились на прекращение огня, которое продлится несколько лет. Однако вскоре после этого, в конце 1854 года, умер шериф Бубагла, что привело к тому, что Фатма Н'Сумер и её брат стали единственными лидерами мятежников.
Перемирие в конце концов закончилось. Ещё одна французская экспедиция была предпринята в 1857 году под руководством генерала Патриса де Мак-Магона, будущего Президента Франции, и маршала Рандона. В июне 1857 года маршал Рандон отступил и разгромил силы кабилов, заняв Айт-Иратен после битвы при Ичеридене. Тем временем силы Н'Сумер сражались с французским отрядом в битве при перевале Челлата; превосходя его численностью и вооружением, они потерпели поражение, и территория вокруг современного Иллула-Умалу была захвачена. Остатки сил Фатмы сгруппировались в деревне Тахлиджт Айт Аатсу, недалеко от перевала Тирурда. Однако всё было кончено; несмотря на то, что, возможно, были некоторые локальные бои, кабилы сдались французам.
11 июля 1857 года Фатма была арестована генералом Джозефом Вантини, как и несколько её братьев, а также другие видные лидеры кабилов. Её доставили в лагерь маршала Рандона и заключили в тюрьму в завии Эль-Айсауи, в Таблате. Затем она была помещена под домашний арест под охраной Си Тахара бен Махиеддина. Она умерла там в 1863 году, в возрасте 33 лет, страдая от своего тюремного заключения и, вероятно, обескураженная известием о смерти своего брата от болезни в 1861 году. Другие лидеры кабилов в конце концов были вынуждены сдаться, и французы установили наконец свой контроль над этим регионом.

### Восстание 1871 года
Самым серьезным восстанием туземцев со времён Абд аль-Кадира было восстание Мукрани в Кабилии в 1871 году, которое распространилось на большую часть Алжира. К апрелю 1871 года восстали 250 племён, или почти треть населения Алжира. Восстание кабилов, вспыхнувшее в ответ на продолжительный голод и неодинаковое отношение колонии к различным этническим группам, привело к судебному разбирательству над выжившими командирами в Константине в 1873 году, после подавления восстания. Кроме того, большое значение придаётся влиянию, которое декрет Кремье 1870 года оказал на население.
Восстание возглавил шейх Мукрани первоначально состоявший в союзе с французским государством. Одним из важных аспектов, который способствовал возникновению причин восстания, было широко распространенное мнение среди лидеров кабилов о потере автономии в принятии решений, а также среди хамада, деревенских собраний кабилов. Это также имело место в случае с потерей авторитета, с которой столкнулась старая кабильская знать. Более того, парижский случай с Парижской коммуной также, вероятно, сыграл свою роль в демонстрации возможности борьбы с французской администрацией, обеспечив жизнеспособный способ поддержки восстаний. Однако последним толчком, инициировавшим столь масштабное движение, стал мятеж в 1871 году спагов, после того как они отказались подчиняться французским командирам. Около 150 000 кабилов подняли восстание, в результате чего война охватила весь регион, достигнув почти столицы. Более того, большинство этих повстанцев не были должным образом вооружены и обучены, а представляли собой хаотичную массу крестьян. Однако первоначальные победы начали угасать после развертывания нескольких французских подразделений, которые разгромили восставших, особенно с окончательным захватом брата шейка Мукрани. Ряд диссидентов также был доставлен в Новую Каледонию, где до сих пор существует большая алжирская община, известная как алжирцы Тихого океана.

## Сахарские кампании (1882—1902)
Французская экспедиция по завоеванию сахарских земель началась в марте 1844 года в Бискре, стратегически важном месте близ Костантины, с Луи-Филиппом, герцогом д'Омале, двадцатидвухлетним генералом, возглавлявшим войска. Необходимость прибыть в Костантину другим маршрутом, после решительного и успешного сопротивления эмира Абд аль-Кадира и бея Костантини Хаджи Ахмеда, привела к решению атаковать этот конкретный район. Сухая окружающая среда Сахары и нестратегическое расположение, по крайней мере для первых французских колониальных намерений, не стоили времени и усилий армии. С другой стороны французы смогли поддерживать успешную политику в Сахаре, которая пыталась сделать вторжение как можно более бескровным, установив партнёрские отношения с конкретными племенами, поскольку не все местные лидеры поддерживали усилия Абд аль-Кадира по сопротивлению колониалистам, а партнёрские отношения между французскими официальными лицами и некоторыми местными лидерами не способствовали в улучшении отношений к Абд аль-Кадиру. Обещания будущего признания Ахмеда бен Салема в качестве вождя и официального представителя своего племени, в обмен на оказание сопротивления планам Кадира в пустыне Сахара, например, во-первых, значительно затруднили враждебное французам сопротивление в городах, а во-вторых, произвели негативное впечатление на местное население. После этого французская армия смогла контролировать многие восстания, как с помощью тайных союзов, так и с использованием силы, принуждения и властных полномочий в конкретных случаях.
В 1881 году алжирское побережье было полностью в руках французского правительства. Более того, прошлые столкновения в Сахаре и возникшие трудности ограничили любые будущие возможности окончательной аннексии всего Сахарского региона. Тем не менее, соперничество с британцами и гибель французского полковника Поля Флаттерса в бою с туарегами послужили толчком к началу последней французской экспедиции. В 1902 году новая французская экспедиция вернулась, вошла в горы Ахаггар и разгромила ахаггарских туарегов в битве при Тите. Вторжение в сахарские земли Алжира завершилось в 1903 году, когда Франция завоевала государство Кель Ахаггар. Примечательно, что французская политика в Сахаре была сосредоточена на уже хорошо известной стратегии «разделяй и властвуй» и на нападении на врага с нескольких сторон, хотя даже если племена туарегов были плохо вооружены, их знание местности и устойчивость к климатическим условиям делали их опасными противниками. Более того, экспедиция в Сахару не всеми рассматривалась как строгая необходимость для Франции, как из-за многочисленных трудностей в предлагаемых стратегических планах, так и из-за отсутствия определённости в её развитии.

## Мнения об Алжирской войне
Наша армия в Крыму была побеждена «французской Кавказской армией». Все дравшиеся в Крыму французские полки прошли суровую боевую школу африканских походов, во всех отношениях сходную с кавказской. Абд-эль-Кадер — африканский Шамиль. Французы имели своего Ермолова— Бюжо, своего Пассека — Шангарнье, Слепцова — Ламорисьера. У них была своя «сухарная экспедиция» — поход под Константину, своё Михайловское укрепление — марабу Сиди-Брагим, давший бессмертную традицию их «синим дьяволам» — пешим егерям. Африканская эпопея хронологически совершенно совпала с Кавказской. У их начальников был боевой глазомер — у наших был лишь плацпарадный, для войск Воске, Канробера и Мак-Магона война была привычным делом — совершенно, как для войск Пассека, Бебутова и Врангеля. Четыре года спустя — в 1859 году в Италии — французские командиры и войска пожнут новые лавры, разгромив закосневшую в рутине Австрию, и победитель Малахова кургана станет герцогом Маджентским, не подозревая, какой конец готовит судьба его боевой карьере…— Керсновский А. А. История русской армии. — М.: Эксмо, 2006. — Т. 2. — С. 157—158. — ISBN 5-699-18397-3.